# Viktor Kühne
Otto Viktor Kühne (Mogilno, 28. ožujka 1857. -  Ellinghausen bei Meiningen, 9. veljače 1945.) je bio njemački general i vojni zapovjednik. Tijekom Prvog svjetskog rata zapovijedao je više korpusa na Zapadnom i Rumunjskom bojištu.

## Vojna karijera
Viktor Kühne rođen je 28. ožujka 1857. u Mogilnom. U prusku vojsku stupio je kao kadet 1876. godine. Od 1888. godine pohađa Prusku vojnu akademiju, da bi nakon završetka iste služio u raznim vojnim jedinicama. Čin pukovnika dostigao je 1908., dok je čin general bojnika stekao 1912. godine. U lipnju 1913. postaje zapovjednikom 30. topničke brigade smještene u Strasbourgu koji se tada nalazio u sastavu Njemačkog Carstva. 

## Prvi svjetski rat
Na početku Prvog svjetskog rata Kühne je dobio zapovjedništvo nad 25. pješačkom divizijom koja se nalazila u sastavu 4. armije kojom je zapovijedao Albrecht od Württemberga. Zapovijedajući navedenom divizijom sudjeluje u prodoru kroz Belgiju, te Prvoj bitci na Marni. Kühne je 27. siječnja 1915. promaknut u general poručnika, da bi 29. svibnja 1915. bio ranjen. Nakon oporavka zapovijedajući 25. pješačkom divizijom sudjeluje i u Verdunskoj bitci u kojoj je 25. divizija bila jedna od napadačkih divizija kada je njemačka ofenziva započela.
U kolovozu 1916. Kühne postaje privremenim zapovjednikom XII. korpusa, da bi mjesec dana poslije postao zapovjednikom Glavnog zapovjedništva 54 (Generalkommando 54) kod Verduna. U listopadu 1916. postaje zapovjednikom Armijske grupe Kühne (Armeegruppe Kühne) kojom je zapovijedao u osvajanju Rumunjske koja je ušla u rat na strani Antante. Za zapovijedanje u navedenoj kampanji Kühne je 11. prosinca 1917. odlikovan ordenom Pour le Mérite.
U siječnju 1917. Kühne dobiva novo zapovjedništvo ovaj put nad IX. pričuvnim korpusom koji je držao položaje kod Ypresa, da bi dva mjeseca poslije u ožujku 1917. postao zapovjednikom XI. korpusa kojim sudjeluje u Drugoj bitci na Aisnei. U kolovozu 1917. Kühne dobiva zapovjedništvo nad V. pričuvnim korpusom koji je držao položaje kod Verduna, da bi nakon toga u studenom ponovno postao zapovjednikom XI. korpusa. Zapovijedajući navedenim korpusom koji se nalazio u sastavu 17. armije Kühne je sudjelovao u Proljetnoj ofenzivi gdje je XI. korpus prokušavao izvršiti proboj savezničkih linija kod Cambraia.

## Poslije rata
Kühne je i nakon završetka Prvog svjetskog rata ostao zapovjednikom XI. korpusa koji je imao sjedište stožera u Kasselu. U rujnu 1919. je s činom generala topništva umirovoljen, te je nakon umirovljenja živio u Berlinu.
Preminuo je 9. veljače 1945. godine u 88. godini života u Ellinghausenu. Bio je oženjen s Mariom von Eschwege s kojom je imao jednu kćer.

## Vanjske poveznice
(eng.) Viktor Kühne na stranici Prussianmachine.com

(njem.) Viktor Kühne na stranici Deutschland14-18.de  Arhivirana inačica izvorne stranice od 2. travnja 2016. (Wayback Machine)